# Motherwell Ladies Football Club
Maillots
Actualités
Le Motherwell Ladies Football Club est un club écossais de football féminin, basé à Motherwell dans le North Lanarkshire. Le club participe à la première division du championnat d'Écosse depuis la saison 2019.

## Histoire
Le club de football féminin de la ville de Motherwell est créé en 2014. Le club connaît une première saison assez stable dans la deuxième division de la Ligue écossaise de football, terminant troisième.
Pour la saison 2018, le club annonce ses ambitions en recrutant plusieurs joueuses ayant une expérience internationale, notamment Emma Black, Suzanne Mulvey, et la nord-irlandaise Kerry Montgomery. Motherwell remporte facilement le championnat avec dix-huit victoires en vingt-et-une rencontres. Le club est donc promu en première division pour la saison 2019.

## Palmarès
- Coupe d'Écosse féminine[2]: 
  - Vainqueur en 1974, 1980 et 1981
  - Finaliste en 2018

- Championnat d'Écosse D2:
  - Champion en 2018